# Néso (Néréide)
Pour les articles homonymes, voir Néso.
Dans la mythologie grecque, Néso (en grec ancien Νησώ / Nêsố) est une Néréide, fille de Nérée et de Doris, citée par Hésiode dans sa liste de Néréides. 

## Étymologie
Néso, en grec ancien Νησώ / Nêsố, vient du grec Nῆσοι qui signifie « îles ».

## Fonctions
Néso, comme sa sœur Nésée, est la Néréide des îles.

## Famille
Ses parents sont le dieu marin primitif Nérée, surnommé le vieillard de la mer, et l'océanide Doris. Elle est l'une de leur multiples filles, les Néréides, généralement au nombre de cinquante, et a un unique frère, Néritès. Pontos (le Flot) et Gaïa (la Terre) sont ses grands-parents paternels, Océan et Téthys ses grands-parents maternels.

## Astronomie
Néso a donné son nom à un satellite naturel de Neptune, Néso, la lune la plus éloignée de sa planète à ce jour identifiée. La lune reçut son nom officiel le 3 février 2007 ; avant cela, elle portait la désignation provisoire S/2002 N 4.